# La Vie secrète des plantes
La Vie secrète des plantes (titre original : The Secret Life of Plants) est un livre des journalistes  Peter Tompkins et Christopher Bird publié en 1975 qui promeut l'idée, entre autres, que les plantes seraient non seulement  capables de perception physiologique mais aussi de perception primaire, c'est-à-dire de douleur, d'empathie et même de perception extrasensorielle.  Le livre se base pour cela surtout sur les travaux de Cleve Backster lequel a étudié les réponses des plantes à l'aide d'un détecteur de mensonge. Ces travaux ont toutefois été réfutés par une publication scientifique de 1978 et sont généralement considérés comme de la pseudo-science. Le livre contient par ailleurs un résumé de la théorie de la métamorphose des plantes de Johann Goethe.
En 1979 sortie un film documentaire du même nom, basé sur le livre, avec pour bande son le double album Journey Through the Secret Life of Plants de Stevie Wonder. Le film fait usage de photographie séquentielle, qui rend un accéléré de la pousse des plantes, pour en faire voir la vie.
En 1978, sort un livre-disque vinyle intitulé « De la musique et des secrets pour enchanter vos plantes » (éditions Tchou,  (ISBN 2-7107-0085-9), livre de Martin Monestier, musique arrangée par Roger Roger) qui traite du comportement des plantes avec les humains et sous l'influence de musiques. Y sont mentionnées notamment les études et travaux de Cleve Backster, Washington Carver, Vladimir Karmanov, Ken Hashimoto, George Milstein et Dorithy Rattelach.
De multiples ouvrages viennent de nos jours compléter les connaissances évoquées dans ce livre de référence qui compile les recherches du XIXème siècle sur le sujet.